# Маулимбай
Маулимбай (каз. Мәулімбай, до 199? г. — Женис) — село в Коксуском районе Жетысуской области Казахстана. Входит в состав сельского округа Мусабек. Код КАТО — 194843400.

## Население
В 1999 году население села составляло 348 человек (184 мужчины и 164 женщины). По данным переписи 2009 года, в селе проживал 371 человек (193 мужчины и 178 женщин).